# RAF B.E.2
RAF B.E.2
RAF B.E.2c
- 用途：複座偵察機
- 設計者：ジェフリー・デ・ハビランド
- 製造者：王立航空工廠
- 運用者：イギリス陸軍航空隊
- 初飛行：1912年2月
- 生産数：3500機
- 生産開始：1912年
- 運用開始：1912年
- 退役：1919年
- 運用状況：退役

B.E.2は、第一次世界大戦中のイギリスの複座複葉偵察機である。大戦初期のイギリス陸軍航空隊の主力機で代表格であった。扱い易く、信頼性は高かった。

## 概要
ジェフリー・デ・ハビランドが設計した航空機。1912年2月に初飛行。1911年に設計されたB.E.1の発展型で、搭載エンジン以外ほぼB.E.1と大きな変更点はない。1912年8月12日に10,560フィート（3,219メートル）の英国の高度記録を樹立している。B.E.2aからgまでのバリエーションはあるがどれも基本的には同じで、劇的な性能向上や大幅な外見的変化はない。
特に安定性の優れた機体であり写真偵察機としては使い易かったが、逆を言えば「運動性が鈍い」機体であり、速度や上昇性能も悪く、一旦戦闘機に捕捉されると追撃を振り切るのが困難で、1915年後半のいわゆる「フォッカーの懲罰」（Fokker Scourge）では多数の機体が犠牲となり、「フォッカーの馬草（まぐさ）」（Fokker Fodder）なる芳しくない渾名を頂くこととなる。
これに至った経緯は機体性能自体の問題もあるが、当初は非武装であったのに加え、ドイツ軍の本格的な戦闘機が登場した後に、B.E.2cから慌てて偵察員が操作するルイス機銃で武装するものの、パイロットが後席で偵察員が前席に座るレイアウト故に操作に難があり、後方へ旋回機銃が有効に使用出来る物ではなかったのにも起因する（常識的な機銃配置である、パイロットと偵察員の席を前後入れ換えて、旋回機銃を有効にすることは、なぜか最後まで改善されなかった）。
初期には爆撃任務にも就いたが、エンジンが非力なので機銃と偵察員を下ろさないと爆弾は搭載不可で護衛がいないと恰好のカモになった。
空戦が激化した1916年にもなると、本機の性能ではとても西部戦線での偵察任務はこなせなくなっていたが、英軍は頑なにB.E.2シリーズに固執しつづけ、再び「血の4月」の洗礼を浴びて犠牲を重ねることとなった。1917年になってようやく、高性能なブリストルF.2b等の後継機にその座を譲っている。一部のB.E.2cは英本土にてアブロ 504と共に夜間戦闘機として使用された。性能不足の感が強かったが、斜め上向きにルイス機銃を固定してツェッペリン飛行船を攻撃して戦果を上げている。
改良型として本機を単座仕様に改めたRAF B.E.12がある。また本機へスパッド A.2式のゴンドラ銃座をプロペラ前に装備したB.E.9も存在する。

## 主要諸元 (BE2c)
諸元
- 乗組員：2（前席に偵察員。後席にパイロット）
- 全長： 8.31m (27ｆ3in)
- 全幅：11.28m (37ft)
- 全高：3.39m (11f1.5in)
- 翼面積：34.8m2 (371f2)
- 自重：623kg (1370pd)
- 積載重量：1068kg (2350pd)
- 発動機：RAF 1a空冷V型8気筒エンジン90馬力(67Kw)

性能
- 最高速度：6500ft(1980m)で、毎時116km（63 KN、毎時72mi）
- 最大高度：3050m (10000ft)
- 翼面荷重：26キロ/m2（5.4pd/f2）
- 航続時間：3時間15分
- 上昇性能：3500f (1070m)まで 6分30秒
- 武装：7.7mmルイス機銃×1（47発/97発ドラムマガジン）。オプションとして224ポンド(100kg)爆弾×1（偵察員と機関銃なしで搭載）。または対飛行船用ル・プリエールロケット弾×8。